# Slalomvärldsmästerskapen i kanotsport 1997
Slalomvärldsmästerskapen i kanotsport 1997 anordnades i Três Coroas, Brasilien.

## Medaljsummering

### Medaljtabell
| Pl.    | Nation         | Guld | Silver | Brons | Totalt |
| ------ | -------------- | ---- | ------ | ----- | ------ |
| 1      | Frankrike      | 3    | 3      | 0     | 6      |
| 2      | Tyskland       | 2    | 1      | 2     | 5      |
| 3      | Slovakien      | 2    | 0      | 0     | 2      |
| 4      | Storbritannien | 1    | 0      | 3     | 4      |
| 5      | Tjeckien       | 0    | 3      | 1     | 4      |
| 6      | USA            | 0    | 1      | 1     | 2      |
| 7      | Slovenien      | 0    | 0      | 1     | 1      |
| Totalt | Totalt         | 8    | 8      | 8     | 24     |

### Herrar
| Gren    | Guld                                                                                                   | Poäng  | Silver                                                                                    | Poäng  | Brons                                                                                            | Poäng  |
| C-1     | Michal Martikán (SVK)                                                                                  | 267,61 | Lukáš Pollert (CZE)                                                                       | 270,99 | Gareth Marriott (GBR)                                                                            | 271,36 |
| C-1 lag | Slovakien Michal Martikán Juraj Minčík Juraj Ontko                                                     | 151,63 | Frankrike Patrice Estanguet Tony Estanguet Yves Narduzzi                                  | 152,42 | Slovenien Simon Hočevar Gregor Terdič Sebastjan Linke                                            | 154,01 |
| C-2     | Frankrike Frank Adisson Wilfrid Forgues                                                                | 289,43 | Tyskland Michael Senft Andre Ehrenburg                                                    | 290,47 | Tjeckien Jiří Rohan Miroslav Šimek                                                               | 290,64 |
| C-2 lag | Frankrike Frank Adisson & Wilfrid Forgues Emmanuel del Rey & Thierry Saidi Eric Biau & Bertrand Daille | 163,27 | Tjeckien Jiří Rohan & Miroslav Šimek Petr Štercl & Pavel Štercl Marek Jiras & Tomáš Máder | 164,32 | Tyskland Michael Trummer & Manfred Berro Andre Ehrenberg & Michael Senft Kay Simon & Robby Simon | 166,04 |
| K-1     | Thomas Becker (GER)                                                                                    | 254,60 | Scott Shipley (USA)                                                                       | 255,23 | Paul Ratcliffe (GBR)                                                                             | 255,64 |
| K-1 lag | Storbritannien Paul Ratcliffe Ian Raspin Shaun Pearce                                                  | 141,35 | Frankrike Vincent Fondeviole Jean-Michel Regnier Ludovic Boulesteix                       | 142,47 | Tyskland Thomas Becker Jochen Lettmann Holger Häffner                                            | 143,97 |

### Damer
| Gren    | Guld                                               | Poäng  | Silver                                             | Poäng  | Brons                                                     | Poäng  |
| K-1     | Brigitte Guibal (FRA)                              | 288,07 | Štěpánka Hilgertová (CZE)                          | 289,79 | Cathy Hearn (USA)                                         | 290,38 |
| K-1 lag | Tyskland Evi Huss Kordula Striepecke Mandy Planert | 163,79 | Frankrike Anouk Loubie Anne Boixel Brigitte Guibal | 164,45 | Storbritannien Rachel Crosbee Lynn Simpson Heather Corrie | 166,97 |